# Bicqueley
Bicqueley ist eine französische Gemeinde mit 927 Einwohnern (Stand: 1. Januar 2022) im Département Meurthe-et-Moselle in der Region Grand Est (bis 2015 Lothringen). Sie gehört zum Arrondissement Toul sowie zum Kanton Toul. Die Einwohner werden Bicquicantois genannt.

## Geographie
Bicqueley liegt etwa 20 Kilometer westsüdwestlich von Nancy und fünf Kilometer südsüdöstlich von Toul. An der südöstlichen Gemeindegrenze tritt das in Thuilley-aux-Groseilles versicherte Wasser des Ruisseau d’Ar aus einer Karstquelle wieder an die Oberfläche und verläuft unter dem Namen Arot zur Mosel. Nachbargemeinden von Bicqueley sind Toul im Nordwesten und Norden, Chaudeney-sur-Moselle im Norden, Pierre-la-Treiche im Norden und Nordosten, Sexey-aux-Forges im Nordosten und Osten, Ochey im Osten und Südosten, Moutrot im Süden sowie Gye im Westen.

## Bevölkerungsentwicklung
| Jahr                       | 1962 | 1968 | 1975 | 1982 | 1990 | 1999 | 2006 | 2019 |
| Einwohner                  | 523  | 513  | 542  | 681  | 797  | 792  | 883  | 918  |
| Quellen: Cassini und INSEE |      |      |      |      |      |      |      |      |

## Sehenswürdigkeiten
- Kirche Saint-Martin aus dem 18. Jahrhundert
- Kapelle Notre-Dame aus dem 13. Jahrhundert
- Schloss aus dem 18. Jahrhundert
- Brücken aus dem 17. Jahrhundert

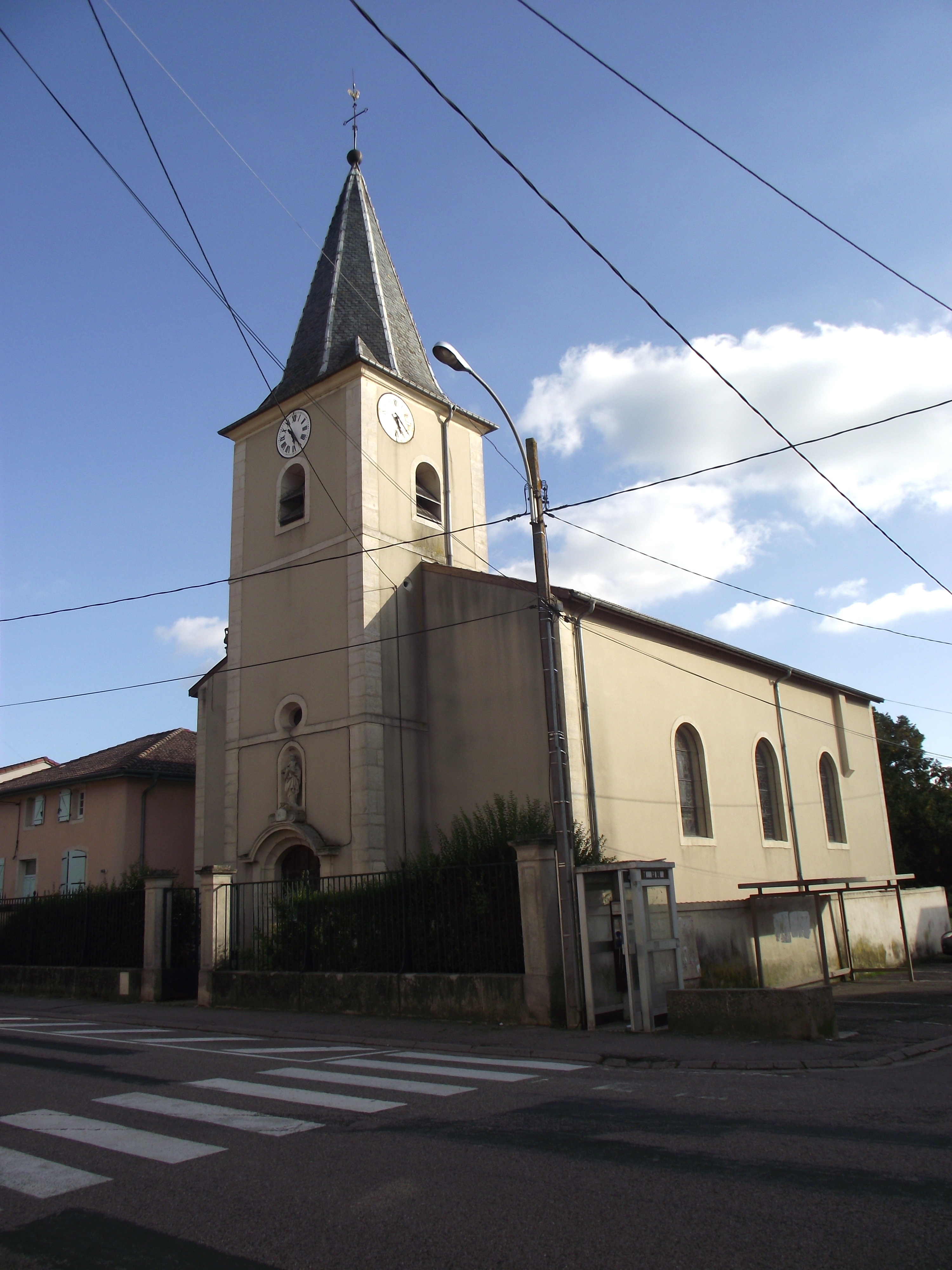
Kirche Saint-Martin
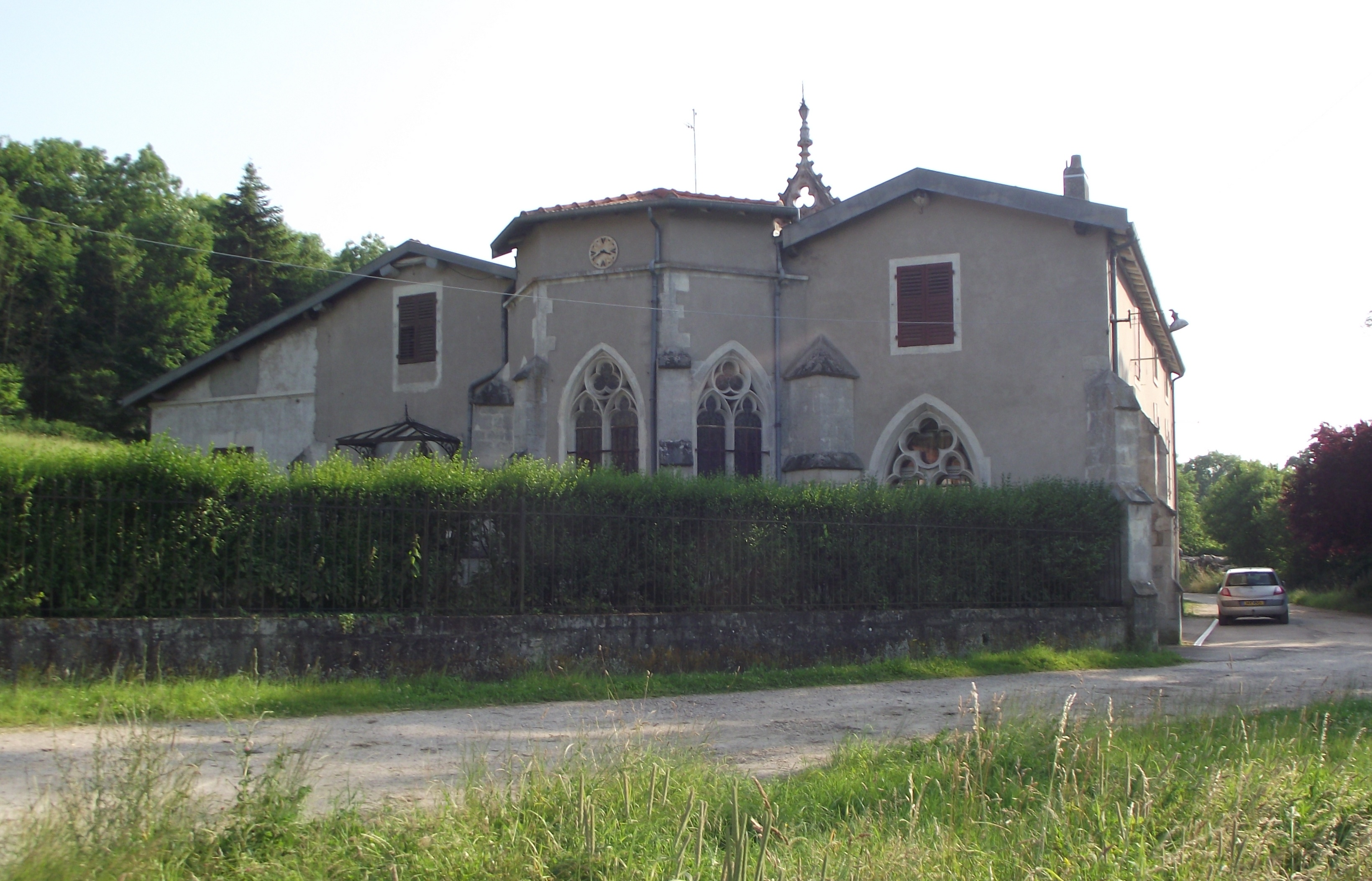
Kapelle Notre-Dame